# پیروزی یا عذاب
| بررسی انتقادی | بررسی انتقادی |
| منبع          | رتبه‌بندی      |
| ------------- | ------------- |
| آل‌میوزیک      | [ ۴ ]         |

پیروزی یا عذاب (به انگلیسی: Triumph or Agony) هفتمین آلبوم استودیویی گروه سمفونیک پاور متال ایتالیایی راپسودی آو فایر است که در ۲۵ سپتامبر ۲۰۰۶ توسط مجیک سیرکل میوزیک منتشر شد. این اولین آلبوم گروه پس از تغییر نامشان از راپسودی به راپسودی آو فایر است و دومین فصل از حماسهٔ «راز تاریک» را روایت می‌کند.

## فهرست آهنگ‌ها
آلبوم «پیروزی یا عذاب» شامل ۱۱ ترک است که ترک شمارهٔ ۱ خود از ۲ بخش و ترک شمارهٔ ۱۰ از ۵ بخش تشکیل می‌شود. ترانه‌نویسی تمامی این ترک‌ها را لوکا توریلی انجام داده است به‌جز ترک شمارهٔ ۶ که فابیو لیونه آن را نوشته است. همچنین لوکا توریلی و آلکس استاروپولی کار آهنگسازی تمامی ترک‌ها به جز ترک ۶ را انجام داده‌اند. فهرست ترانه‌های این آلبوم به شرح زیر است:
| شماره ترک | عنوان | مدت‌زمان |
| --------- | --- | ------- |
| ۱         | Dar-Kunor I. Echoes from the Elvish Woods II. Fear of the Dungeons                                                                                                 | ۳:۱۳    |
| ۲         | Triumph or Agony | ۵:۰۲    |
| ۳         | Heart of the Darklands | ۴:۱۰    |
| ۴         | Old Age of Wonders | ۴:۳۵    |
| ۵         | The Myth of the Holy Sword | ۵:۰۳    |
| ۶         | Il Canto del Vento | ۳:۵۴    |
| ۷         | Silent Dream | ۳:۵۰    |
| ۸         | Bloody Red Dungeons | ۵:۱۰    |
| ۹         | Son of Pain | ۴:۴۳    |
| ۱۰        | The Mystic Prophecy of the Demonknight I. A New Saga Begins II. Through the Portals of Agony III. The Black Order IV. Nekron's Bloody Rhymes V. Escape From Horror | ۱۶:۲۶   |
| ۱۱        | Dark Reign of Fire I. Winter Dawn's Theme | ۶:۲۶    |

در نسخه‌های دیجی‌پکی از این آلبوم که در تیراژ محدود منتشر گردید دو ترک Defenders of Gaia با مدت زمان ۴:۳۴ و A New Saga Begins (Radio Edit of "The Mystic Prophecy of the Demonknight") با مدت زمان ۴:۱۸ که نسخهٔ ویرایش‌شده‌ای از ترک اصلی برای پخش در رادیو بود افزوده شده بود. نسخهٔ مخصوص ژاپن ۱۴ ترک داشت که علاوه بر آلبوم اصلی و این دو ترک اضافه، اجرایی از ترانهٔ Son Of Pain به زبان ایتالیایی را نیز شامل می‌شد. نسخهٔ ایتالیایی آلبوم نیز مانند نسخهٔ ژاپنی آن بود اما در نسخهٔ فرانسوی آلبوم، اجرایی فرانسوی‌زبان از Son Of Pain گنجانده شده بود. نادیا بلیر ترانه‌سرای این آهنگ به‌زبان فرانسه بود.

## اعضا
اصلی
- فابیو لیونه – خواننده
- لوکا توریلی - گیتار
- آلکس استاروپولی - کیبورد
- پاتریس گر – گیتار بیس
- آلکس هولتزوارت - درام

مهمان
- ارکستر فیلارمونیک بوهوسلاو
- گروه کُر آدکادمی برنو
- میرو رودنبرگ، اولاف هایر، رابرت هونکه-ریتزو، چینزیا ریتزو، توماس رتکه – کُر حماسی
- پروین مور – کُر اپرایی
- بریجیت فوگله – سوپرانو
- یوهانس مونو – گیتار کلاسیک
- مانوئل استاروپولی – فلوت، ریکوردر

صداپیشگان
- کریستوفر لی – شاه جادوگر
- استش کرکبراید – دارگور
- سوزانا یورک – الوین
- توبی ادینگتون – ایراس آلگور
- مارکوس دامیکو – کاس
- کریستینا لی – لوثن
- سایمون فیلدینگ – تاریش
- چینزیا ریتزو – الف‌ها

دیگر عوامل
- ساشا پیت – تهیه‌کننده، میکس و مسترینگ
- اریک فیلیپ – طراح لوگوی اصلی راپسودی
- کارستن فوم وگه – طراح لوگوی راپسودی آو فایر و کتابچهٔ آلبوم
- جف ایسلی – طرح جلد
- کارستن کخ – عکس